# Kate Bush
Catherine "Kate" Bush, CBE (Bexleyheath, 30 de julho de 1958) é uma cantora, compositora, musicista, dançarina e produtora musical performática inglesa.
Filha de um médico inglês, Robert John Bush, e de uma enfermeira irlandesa, Hannah Bush, começou a escrever canções aos onze anos. Assinou contrato com a EMI Records depois que David Gilmour, guitarrista do Pink Floyd, ajudou a financiar uma fita de demonstração de melhor qualidade. Em 1978, já com 19 anos, ficou em primeiro lugar, por quatro semanas, no UK Singles Chart com seu single de estreia "Wuthering Heights", tornando-se a primeira artista feminina a alcançar a primeira posição no topo das paradas do Reino Unido com uma canção composta por ela mesma. Bush já lançou vinte e cinco singles nas quarenta primeiras posições do Reino Unido; entre eles, estão seus maiores sucessos, como "The Man with the Child in His Eyes", "Babooshka", "Running Up That Hill (A Deal with God)", "Don't Give Up" (com Peter Gabriel) e "King of the Mountain". Todos os seus dez álbuns de estúdio alcançaram as dez primeiras posições no Reino Unido, estando em primeira posição os álbuns Never for Ever (1980), Hounds of Love (1985) e The Whole Story, compilação de 1986. Além disso, Kate foi a primeira artista feminina solista britânica a chegar ao topo das paradas de álbuns do Reino Unido.
Seu álbum de estreia, The Kick Inside, foi lançado em 1978 com produção de Andrew Powell. Aos poucos, ganhou independência artística e produziu todos os seus álbuns de estúdio, a partir de The Dreaming (1982). Deu um hiato entre seu sétimo e oitavo álbum, The Red Shoes (1993) e Aerial (2005). Em 2014, voltou os olhos da grande mídia e do público novamente quando anunciou seu concerto de residência Before the Dawn; foi a primeira vez que fez apresentações desde a digressão The Tour of Life, de 1979.
Seu estilo musical eclético e, principalmente, experimental, junto com letras não convencionais e temas literários, influenciaram uma grande variedade de artistas pelo mundo. Foi indicada a treze prêmios da British Phonographic Industry, vencendo o Brit Award de Artista Solo Feminina Britânica. Ademais, foi indicada a três prêmios Grammy, não levando nenhum. Em 2002, a cantora foi homenageada com o Ivor Novello Awards, pela sua contribuição de destaque para a música britânica. Foi indicada para o Rock and Roll Hall of Fame em diversos anos, conseguindo sua introdução em 2023. Também foi nomeada comandante da Ordem do Império Britânico (CBE) no 2013 New Year Honours, pelos seus serviços prestados à música.

## Vida e carreira

### 1958 — 1974: Início
Catherine Bush nasceu em Bexleyheath, Kent, uma municipalidade que atualmente faz parte da  Grande Londres. É filha de Robert Bush (1920—2008), um médico inglês e clínico geral e Hannah Bush (1918—1992), uma enfermeira irlandesa, que por sua vez é filha de um fazendeiro em Country Waterford. Bush foi criada como católica romana, crescendo na casa de fazenda da família em East Wickham, uma vila urbana na cidade vizinha de Welling, junto com seus irmãos mais velhos, John e Paddy. Kate veio de uma formação artística: sua mãe era uma dançarina irlandesa tradicional amadora, e seu pai era um pianista amador. Paddy trabalhava como fabricante de instrumentos musicais, e John era poeta e fotógrafo. Ambos os irmãos estavam envolvidos na cena musical popular local. Bush treinou no clube de caratê Goldsmiths College. Lá, ela ficou conhecida como "Ee-ee" por causa de seu kiai estridente. A influência musical de sua família inspirou Kate a aprender piano sozinha, aos 11 anos de idade. Ela também tocava órgão em um celeiro atrás da casa de seus pais e estudava violino. Ela logo começou a compor canções, eventualmente adicionando suas próprias letras.

### 1975 — 2004: Carreira artística e auge
Desde quando frequentava o convento escolar em Abbey Wood, no sudeste de Londres, onde estudou piano e violino, Bush chamou a atenção de David Gilmour do Pink Floyd, que ajudou a financiar a as suas primeiras fitas de demonstração. Assinou um contrato com a EMI aos 16 anos; entretanto, nos primeiros dois anos de seu contrato, Bush não lançou nenhum álbum, preferindo terminar seu tempo na escola e fazer aulas de dança, mímica e música. Concluiu a escola com 100% de aproveitamento em todas as disciplinas. Em 2005, em uma entrevista com Mark Radcliffe da rádio BBC, Bush revelou que sua gravadora, à época de sua contratação, não lançaria um álbum até que ela estivesse pronta, mas a manteria sob contrato a fim de que nenhuma outra gravadora pudesse fazê-lo.
Nesse meio tempo, a EMI enviou-lhe uma boa quantia de dinheiro para que ela comprasse um sintetizador, e pudesse frequentar aulas de interpretação com Lindsey Kemp. Durante esse tempo, Bush compôs e gravou cerca de 200 canções, que hoje podem ser encontradas em gravações piratas (conhecidas mundialmente como as 'Gravações  Fênix'). Também fez várias apresentações em Londres com a "KT Bush Band". Seu primeiro álbum, The Kick Inside, foi lançado em 1978, tendo como base as canções que tinha escrito durante os dois anos anteriores. O disco incluiu "Wuthering Heights", baseada em um livro de mesmo nome da escritora Emily Brontë; essa música fez um grande sucesso no Reino Unido e na Austrália, se transformando em uma balada internacional e sendo até regravada anos depois pela banda brasileira Angra. Assim sendo, Bush se tornou a primeira mulher a alcançar o primeiro lugar das paradas de sucesso no Reino Unido com uma canção própria.
Um período de trabalho intenso seguiu-se. Um segundo álbum, Lionheart, foi gravado rapidamente, e lançado nove meses após sua estreia; Bush sempre expressou o seu descontentamento com este trabalho, pois considerava necessitar mais tempo para concebê-lo direito. Após sua emissão, iniciou o trabalho promocional dos álbuns e de sua carreira empreendendo uma longa excursão em 1979, a The Tour of Life, que foi a única de sua carreira. No início, a artista não gostou da exposição e do estilo de vida de uma celebridade, sentindo que essa característica afastava-a de sua prioridade principal, que era fazer música de alta qualidade.
Uma retirada lenta e constante da vida pública começou, enquanto focou-se em produzir seu próprio trabalho em estilo musical pessoal, empenhando-se de forma perfeccionista e penosa para fazer o som que desejava. Com isso, ficou escondida no estúdio por períodos longos, somente resolvendo enfrentar o brilho e os holofotes da imprensa quando os álbuns subsequentes fossem liberados. Surgiram uma série de boatos durante esses períodos em que estava dedicada ao trabalho, como os de que ela havia engordado demais ou até mesmo ficado louca. Então, ela reaparecia brevemente, magra, bela e aparentemente muito bem, antes de voltar ao estúdio uma vez mais.
Essas retiradas após o lançamento de um novo álbum passaram a ser um padrão na carreira da artista, entre a aparição de Never for Ever, onde consta o grande sucesso "Babooshka"; a partir daí, foram três anos até The Dreaming, uma coleção de músicas avassaladoras, e após isto, novamente três anos até o lançamento de Hounds of Love; este álbum é considerado o trabalho onde a cantora "atingiu seu auge artístico", constando a música "Running Up That Hill (A Deal with God)". Após a liberação do álbum The Red Shoes, em 1993, não havia nenhuma razão para supor que Kate não reapareceria em três ou quatro anos com outra coleção de canções. Todavia, o período de silêncio que se seguiu a seu sétimo álbum de estúdio era muito mais longo do que qualquer um tinha antecipado. A cantora ficou distanciada dos olhos do público por muitos anos, embora seu nome aparecesse ocasionalmente nos meios de comunicação com relação a boatos da provável aparição de um novo lançamento. A imprensa continuou a especular descontroladamente sobre o que era o motivo de tão longa ausência. Até a viram como uma reclusa excêntrica, às vezes comparando-a com a senhorita Havisham, personagem de Great Expectations, livro de Charles Dickens.
Mais tarde, o motivo principal foi pela cantora querer dar à seu filho pequeno uma infância normal, longe do mundo do show business. Bush deu o nascimento a Albert, conhecido e apelidado como Bertie, que foi gerado do relacionamento com seu guitarrista, sócio e marido Danny McIntosh, em 1998. Não liberou a notícia do nascimento de seu filho à imprensa e manteve-a em segredo por dois anos, até que o fato veio ao conhecimento do público em geral. Em poucas ocasiões, falou à imprensa desde então, e quando tal ocorre, declara sempre que a maternidade a fez muito feliz.

### 2005 — 2014: Álbuns novos na virada do século

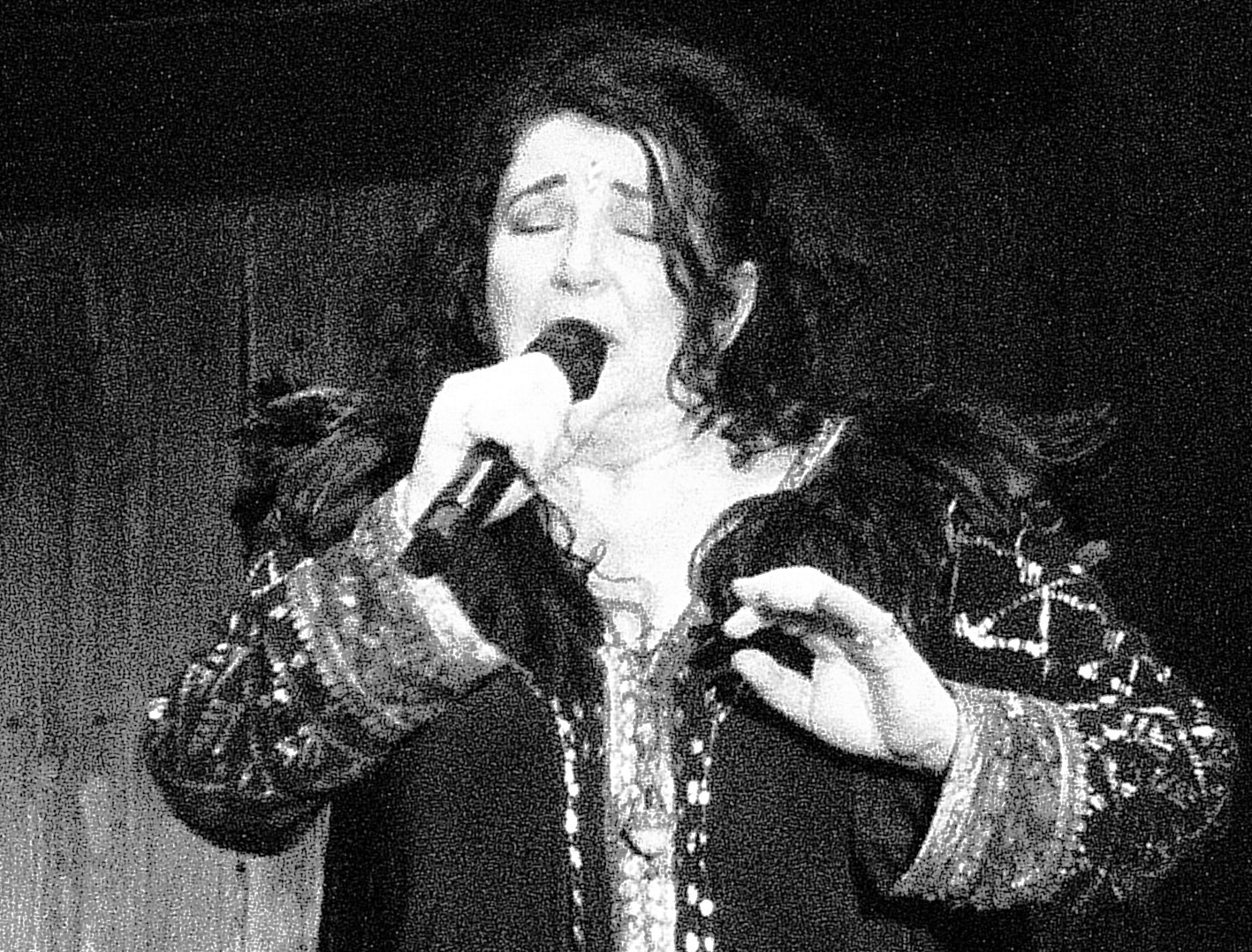
Kate Bush cantando no concerto de residência Before the Dawn, em 2014.

O oitavo álbum de estúdio de Bush, Aerial, foi liberado em CD e em disco de vinil em 7 de novembro de 2005, com lançamento internacional (8 de novembro nos Estados Unidos e 20 de dezembro no Brasil) e seguindo-se a liberação do single "King of the Mountain", em 24 de outubro. Em uma entrevista em um final de semana que o jornal Australian publicou em dezembro de 2005, a artista indicou que Aerial não foi tão significativo para ser o seu último trabalho e que deseja continuar escrevendo e gravando música.
O nono álbum da cantora, lançado em 2011 e intitulado Director's Cut, é uma compilação de faixas regravadas por ela, contando com músicas dos discos The Sensual World, de 1989, e The Red Shoes, de 1993. O trabalho abre com a canção "Flower of the Mountain", uma nova versão para "The Sensual World". A musicista atualizou a canção, incluindo nela um trecho de Ulisses, livro de James Joyce e que não foi autorizado na canção original. Todos os vocais e baterias do álbum foram regravados e três faixas, entre elas "This Woman's Work", foram completamente refeitas. Em 2013, Bush foi nomeada comandante da Ordem do Império Britânico (CBE) por seus serviços à música.
Depois da longa ausência dos palcos, foi anunciado que a cantora voltaria ao mesmo a partir do dia 26 de agosto de 2014, para uma residência de quinze performances no Hammersmith Apollo, em Londres, da qual foi denominada Before the Dawn. Todas as apresentações estavam com lotação esgotada assim que os ingressos começaram a ser vendidos, em março. A partir daí, foram anunciadas sete datas extras, entre setembro e outubro. Para saudar sua volta, a BBC produziu o documentário Running Up That Hill, que trouxe depoimentos de fãs como Peter Gabriel, John Lydon, Tori Amos, David Gilmour, Big Boi (do grupo Outkast), St. Vincent, Tricky e Neil Gaiman.

### 2022 — presente: Stranger Things e Ressurgimento
Em 2022, após a faixa "Running Up That Hill" aparecer na quarta temporada da série Stranger Things da Netflix, conseguiu atingiu o primeiro lugar das tabelas no Reino Unido; originalmente, em 1985, havia conseguido o terceiro lugar como pico, sendo até então o seu segundo maior sucesso. Com isto, a cantora tornou-se a mulher mais velha a atingir o primeiro lugar das tabelas britânicas, enquanto os 37 anos passados do lançamento da canção ultrapassaram "Last Christmas" dos Wham!, quanto à demora de um sucesso a chegar ao topo.
Com o mesmo single, a cantora ainda bateu o recorde de 42 anos entre primeiros lugares, antes pertencente a Tom Jones, quando chegou na primeira posição 44 anos depois de consegui-lo com outro êxito, "Wuthering Heights". Além disso, também alcançou o quarto e primeiro lugar nas tabelas musicais da Billboard Hot 100 (que conseguiu seu pico originalmente na 30º posição) e na Irlanda, respectivamente. Sobre o sucesso, a cantora agradeceu e disse ter ficado "feliz" com a homenagem.

## Discografia
- 1978: The Kick Inside
- 1978: Lionheart
- 1980: Never for Ever
- 1982: The Dreaming
- 1985: Hounds of Love
- 1986: The Whole Story (coletânea)
- 1989: The Sensual World
- 1990: This Woman's Work: Anthology (caixa especial)
- 1993: The Red Shoes
- 2005: Aerial
- 2011: Director's Cut
- 2011: 50 Words for Snow